# Microregione di Janaúba
Janaúba è una microregione del Minas Gerais in Brasile, appartenente alla mesoregione di Norte de Minas.

## Comuni
È suddivisa in 13 comuni:
- Catuti
- Espinosa
- Gameleiras
- Jaíba
- Janaúba
- Mamonas
- Mato Verde
- Monte Azul
- Nova Porteirinha
- Pai Pedro
- Porteirinha
- Riacho dos Machados
- Serranópolis de Minas